# Козин, Пётр Петрович
Пётр Петро́вич Ко́зин (1916—1983) — Герой Социалистического Труда (1966), бригадир слесарей-сборщиков дизельно-испытательного цеха БМЗ.
Родился в 1916 году в селе Городище (ныне в черте Брянска), в семье рабочего-литейщика Брянского завода.
П. П. Козин начал свою трудовую деятельность слесарем на ремонтной базе Брянского машиностроительного завода, трудился в инструментальном цехе. Когда на предприятии создавалось дизельное производство, его направили в испытательный цех. Со временем стал бригадиром слесарей-сборщиков дизельно-испытательного цеха. 9 июля 1966 года за успешное выполнение заданий семилетнего плана (1959—1965) удостоен звания Героя Социалистического Труда с вручением ордена Ленина и золотой медали «Серп и Молот».